# شير تشاك (سمام)
شیر تشاك (بالفارسية: شیرچاک) هي قرية تقع في إيران في غيلان.